# 네버엔딩 스토리 (2012년 영화)
《네버엔딩 스토리》는 2012년 공개된 대한민국의 로맨틱 코미디 영화이다.

## 줄거리
강동주는 매일 로또 당첨을 꿈꾸지만 현실은 변변찮은 태권도 사범이다. 그는 형수에게 구박받으며 집에서 쫓겨날 위기에 처해, 어쩔 수 없이 결혼정보회사에 등록한다. 반면 오송경은 꼼꼼하고 계획적인 28세 은행원으로, 결혼정보회사를 통해 완벽한 결혼을 꿈꾼다. 극과 극의 성격을 가진 두 사람은 우연히 병원에서 만나게 되는데, 뇌종양 말기 진단을 받고 시한부 인생을 선고받는다. 의사의 정기적인 진료 때문에 계속 마주치게 된 두 사람은 사랑에 빠지고 남은 시간을 함께 보내기로 결심한다. 그들은 얼마 남지 않은 시간 동안 장례식 준비를 시작으로, 함께 관과 유골함, 수의와 묘지를 알아보고, 결혼식을 준비하며 삶의 마지막 순간들을 함께한다.

## 배역
- 강동주 : 엄태웅
- 오송경 : 정려원
- 이미란 : 유선
- 강동민 : 박기웅
- 진주 : 최은주
- 범수 : 박수용
- 파마아저씨 : 이병준
- 진주 이모 : 이칸희
- 의사 : 권해효
- 승현 : 김동현
- 태민 : 박준영
- 송경 친구 : 차태현(우정출연)
- 뒷목남 : 마동석(우정출연)
- 결혼정보업체실장 : 박성광(우정출연)
- 은행 사모님 : 동효희(우정출연)
- 긍정의 강사 : 김형범(우정출연)
- 선술집 사장 : 한정엽(우정출연)
- 송경 모 : 차화연(특별출연)
- 행복의 집 원장 : 박용식(특별출연)
- 결혼정보업체사장 : 안혜경(특별출연)
- 사진사 : 최선중(특별출연)